# Lauter (dopływ Renu)
Lauter – rzeka w Niemczech i Francji o długości 55 km. Jest lewym dopływem Renu. Źródła rzeki znajdują się w okolicach wsi Hinterweidenthal, w Lesie Palatynackim. Następnie rzeka przepływa przez miejscowość Dahn, po czym przekracza granicę niemiecko-francuską. Na kilka kilometrów przed wpłynięciem do Renu, w okolicach wsi Neuburg am Rhein, stanowi także granicę pomiędzy dwoma państwami.